# Лимовое (Колпнянский район)
Лимовое — деревня в Колпнянском районе Орловской области. Входит в состав Ярищенского сельского поселения.

## География
Лимовое находится в юго-восточной части области на Среднерусской возвышенности.
Часовой пояс
деревня Лимовое, как и вся Орловская область, находится в часовой зоне МСК (московское время). Смещение применяемого времени относительно UTC составляет +3:00.

## Население
| 2002 | 2010 |
| ---- | ---- |
| 90   | ↘55  |

Национальный состав
Согласно результатам переписи 2002 года, в национальной структуре населения русские составляли 98 % от общей численности населения в 90 жителей.

## Инфраструктура
Личное подсобное хозяйство с зоной сельскохозяйственного использования, индивидуальная застройка усадебного типа.

## Известные уроженцы
- Греков, Леонид Игнатьевич (1913—1941) — советский военнослужащий, капитан, Герой Советского Союза.